# Lehmanns Weihnachten
Lehmanns Weihnachten (Originaltitel: Il Natale di Cretinetti) ist eine italienische Stummfilm-Komödie und Weihnachtsfilm des Regisseurs André Deed aus dem Jahr 1911. Deed spielt auch die Hauptrolle des Cretinetti oder Lehmann. Dieser Film ist nicht identisch mit einem 1909 veröffentlichten Film aus der Cretinetti-Reihe. Dieser wurde auch unter demselben Originaltitel vertrieben, in Deutschland jedoch als Müllers Weihnachten.

## Handlung
Cretinetti erhält einen Brief mit der Einladung zu einer Weihnachtsfeier. Er verlässt mit einem Baum und zahlreichen großen Paketen beladen das Haus und geht über die Straße zum Ort der Feier. Vor dem Eingang stößt er mit einem ebenfalls zahlreiche Pakete tragenden Mann zusammen, der soeben das Haus verlässt. Die Pakete fallen zu Boden und beide Männer versuchen, in dem Durcheinander ihre Pakete wiederzufinden. Aus Versehen nimmt Cretinetti ein Paket an sich, das für einen anderen Empfänger bestimmt war.
Das fremde Paket enthält drei Glasflaschen, deren Inhalt jeweils ein anderes Gas freigibt, das entweder Frohsinn, Furcht oder Wut auslösen kann. Nach mehreren vergeblichen Anläufen, mit seiner Last die Treppe zum Festsaal zu überwinden, stolpert Cretinetti durch die Tür und stößt einen Diener an, der daraufhin mit Schwung in den nächsten Raum stürzt und zwischen den Gästen zu liegen kommt. Durch den Sturz Cretinettis sind die drei Flaschen zerbrochen und haben ihren Inhalt freigegeben. Er stellt die Kiste mit den zerbrochenen Flaschen einstweilen unter einen Tisch und übergibt seinen Gastgebern einige völlig unpassende Weihnachtsgeschenke, darunter ein Schaukelpferd für die fast erwachsene Tochter des Hauses.
Bald zeigen die freigesetzten Dämpfe ihre Wirkung. Der Gastgeber hält wütend eine aufrührerische Rede und schwenkt zum Schluss eine Fahne, während seine Familie und die meisten Gäste in vor Angst in Tränen ausbrechen. Cretinetti kann sich hingegen das Lachen kaum verkneifen. Schließlich bricht er zur Verwunderung oder Empörung der Festgesellschaft in Lachen und Tanzen aus. Der Auftritt geht rasch in einen Wutanfall über, bei dem Cretinetti Stühle und den Tisch umherwirft. Der Gastgeber ruft schließlich die Polizei. Die immer noch dampfende Kiste steht direkt unter dem Telefon, und so verfällt der Hausherr nacheinander in Angst, überschäumende Freude und rasende Wut.
Die drei unterschiedlichen Gase ziehen durch das ganze Haus und zeigen ihre Wirkungen, je nachdem, welches Gas gerade in stärkerer Konzentration vorliegt. Dabei kommt es auch zu abrupten Stimmungsschwankungen. Schließlich versinkt nicht nur das ganze Fest im Tumult, sondern auch das Haus schwankt und bricht zusammen.

## Hintergrund
Lehmanns Weihnachten ist eine Produktion der italienischen Filmgesellschaft Itala und kam im Dezember 1911 in die Kinos. Die Titel in den verschiedenen Ländern folgen der Namensgebung für die Titelfigur: Le noël de Gribouille oder Les Trois Flacons de Gribouille in Frankreich, Foolshead's Christmas (Vereinigtes Königreich und Vereinigte Staaten). Als Titel für Österreich wird in der Internet Movie Database Müllers Weihnachten angegeben. Es ist unsicher, ob die Angabe zutrifft. Bereits 1909 wurde der Titel Il Natale di Cretinettifür einen anderen Film der Cretinetti-Reihe genutzt.